# Rausdorf, Saale-Holzland
Rausdorf là một đô thị thuộc huyện Saale-Holzland, trong bang Thüringen, Đức. Đô thị Rausdorf, Saale-Holzland có diện tích 3,16 km².